# Lorraine Type 311
Der Lorraine Type 311 ist ein Pkw-Modell der 1930er Jahre. Hersteller war Lorraine-Dietrich in Frankreich.

## Beschreibung
Das Fahrzeug stand zunächst 1932 und dann von 1934 bis 1935 im Sortiment. Es ist der Nachfolger des B.6.
Das Modell hat ebenfalls einen von Marius Barbarou entworfenen Sechszylinder-Monoblockmotor mit OHV-Ventilsteuerung. 85 mm Bohrung und 120 mm Hub ergeben 4086 cm³ Hubraum. Der Wagen wurde auch 20 CV genannt, obwohl der Motor damals in Frankreich steuerlich mit 23 CV eingestuft war. Die Motorleistung beträgt je nach Quelle 90 PS oder 95 PS.
Der Motor ist vorn längs im Fahrgestell eingebaut. Er treibt über eine Kardanwelle die Hinterachse an. Die Bremse wirkt auf alle vier Räder.
Die Fahrzeuge haben 3260 mm Radstand und 1420 mm Spurweite. Sie sind 435 cm lang und 175 cm breit. Sie wiegen etwa 2000 kg.
Angeboten wurden eine Limousine mit vier Seitenfenstern, ein Cabriolet und ein Roadster.
Der zeitgleich erhältliche Type 310 war bis auf den längeren Radstand und anderen Karosserien gleich.
Eine rote Limousine mit schwarzen Kotflügeln von 1932 existiert noch.